# Distretto di Kozaklı

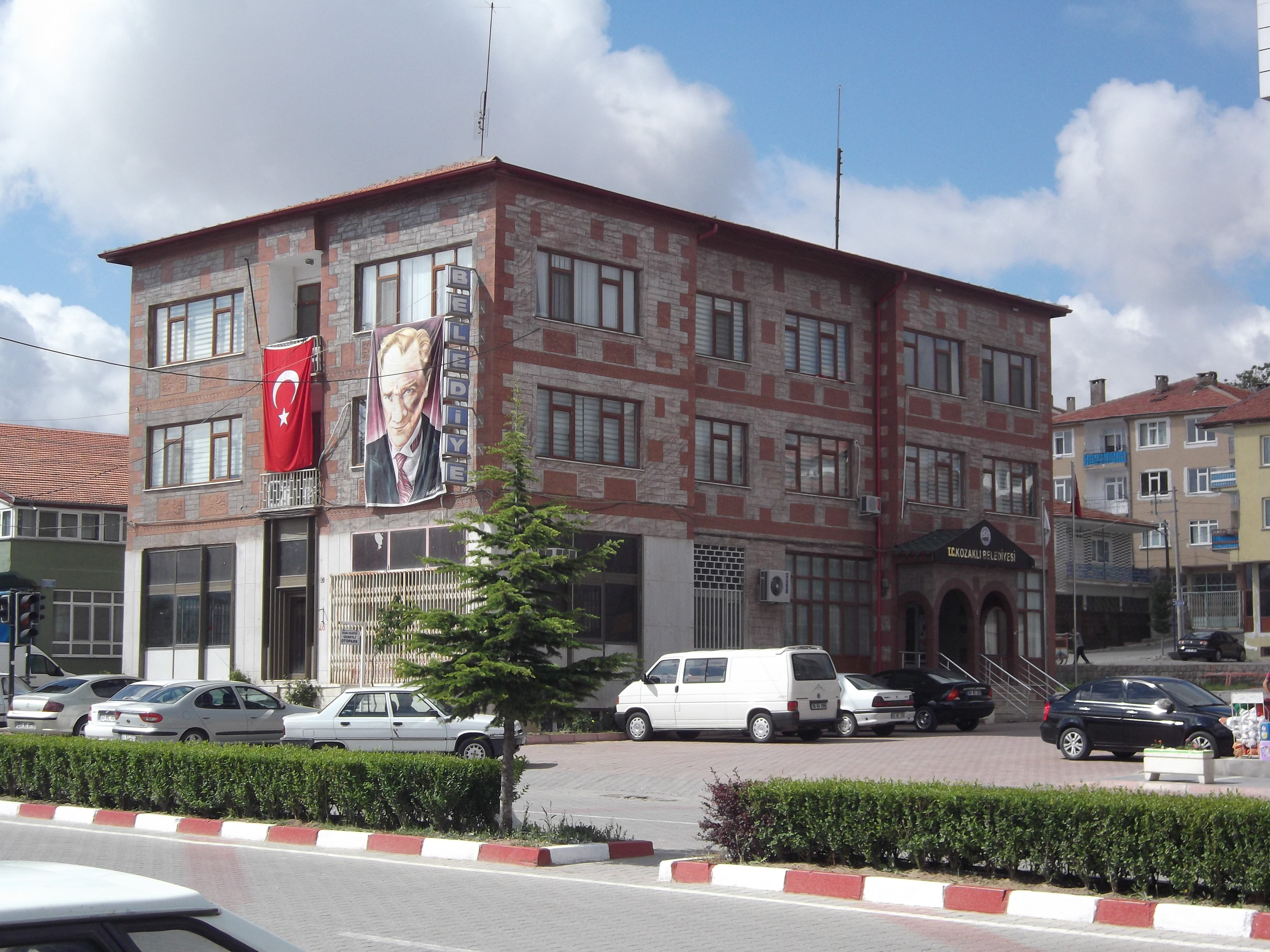
Kozaklı Municipality

Il distretto di Kozaklı (in turco Kozaklı ilçesi) è uno dei distretti della provincia di Nevşehir, in Turchia.